# Lo lắng toán học
Lo lắng toán học là lo lắng về khả năng làm toán của một người. Đó là một hiện tượng thường được xem xét khi kiểm tra các vấn đề của học sinh khi học toán học.

## Lo lắng toán học
Mark H. Ashcraft định nghĩa sự lo lắng về toán học là "cảm giác căng thẳng, e ngại hoặc sợ hãi cản trở hoạt động học toán" (2002, tr.   1).  Nghiên cứu học thuật về sự lo lắng toán học bắt nguồn từ đầu những năm 1950, khi Mary Fides Gough đưa ra thuật ngữ mathemaphobia để mô tả cảm giác giống như ám ảnh của nhiều người đối với toán học. Thang đo lường lo lắng toán học đầu tiên được phát triển bởi Richardson và Suinn vào năm 1972.     Kể từ sự phát triển này, một số nhà nghiên cứu đã kiểm tra sự lo lắng toán học trong các nghiên cứu thực nghiệm.  Hembree  (1990) đã tiến hành phân tích tổng hợp 151 nghiên cứu liên quan đến lo lắng toán học. Nó xác định rằng sự lo lắng toán học có liên quan đến hiệu suất toán kém trong các bài kiểm tra thành tích môn toán và rằng sự lo lắng về toán học có liên quan đến thái độ tiêu cực liên quan đến toán học. Hembree cũng gợi ý rằng sự lo lắng toán học có liên quan trực tiếp đến việc tránh môn toán.
Ashcraft  (2002) gợi ý rằng những học sinh toán học rất lo lắng sẽ tránh được những tình huống phải thực hiện các phép tính toán học. Thật không may, tránh toán học dẫn đến ít năng lực, tiếp xúc và thực hành toán học, khiến học sinh càng lo lắng hơn và không chuẩn bị học toán học để có thể đạt thành tích tốt. Trong trường đại học và đại học, sinh viên lo lắng về toán tham gia các khóa học toán ít hơn và có xu hướng cảm thấy tiêu cực đối với toán học. Trên thực tế, Ashcraft nhận thấy rằng mối tương quan giữa sự lo lắng toán học và các biến như sự tự tin và động lực có tính tiêu cực mạnh mẽ.
Theo Schar, bởi vì lo lắng toán học có thể gây ra sự tránh né toán học, một vấn đề nan giải theo kinh nghiệm phát sinh. Ví dụ, khi một học sinh rất lo lắng về toán học giải một đề toán học rất kém, đó có thể là do sự lo lắng về toán học, hoặc do không có năng lực về môn toán vì trốn tránh toán học. Ashcraft xác định rằng bằng cách quản lý một bài kiểm tra ngày càng trở nên khó khăn hơn về mặt toán học, anh nhận thấy rằng ngay cả những người hay lo lắng về toán học cũng làm tốt phần đầu tiên của hiệu suất đo kiểm tra. Tuy nhiên, ở phần sau và phần khó hơn của bài kiểm tra, có mối quan hệ tiêu cực mạnh hơn giữa độ chính xác và sự lo lắng toán học.